# Wolfire Games
Wolfire Games est une entreprise indépendante de développement de jeux vidéo fondé par David Rosen. Elle développe des jeux pour Linux, Mac OS, et  Windows.

## Histoire
David Rosen a lancé Wolfire Games en 2003 pour organiser son concours de jeux vidéo open source. Après l'obtention de son diplôme de faculté en 2008, il a été rejoint par son frère jumeau et trois de ses amis, c'est alors que Wolfire Games s'est officiellement lancé dans l'industrie du jeu indépendant.

## Récompenses
L'entreprise a remporté plusieurs récompenses pour ses jeux, incluant le 5e meilleur jeu Jeu vidéo indépendant pour ModDB.

## Nom de l'entreprise
Il y a 28 ans, David et Jeff ont rencontré un chien abandonné à leur cabane de Sierra City. Ils l'adoptèrent et l'appelèrent Wolfenstein ou Wolfie en abrégé.
Plus tard ce nom inspira le nom de l'entreprise :
« Quand David pensait au nom pour son entreprise de jeux vidéo, Wolfie lui est venu à l'esprit. Si vous ajoutez un 'r' vous obtenez Wolfire. Les loups (NDT : Wolf) sont cools et le feu (NDT : fire) aussi, alors pourquoi pas Wolfire ? » - Jeff Rosen
.

## Jeux
- GLFighters - 2001 - Mac OS 9[2]
- Black Shades
  - Black Shades - 2002 - Mac OS 9, Mac OS X, Linux, Windows[3]
  - Black Shades iPhone - 2009 - iPhone[4]
- Lightning's Shadow - 2003 - Mac OS 9[5]
- Lugaru - 2005 - Mac OS X, Windows, Linux[6]
- Overgrowth - 2017 - Mac OS X, Windows, Linux[7]

## Traductions
1. ↑  « When David was thinking of a name for his video game company, Wolfie sprang to mind. If you add an ‘r’ you get Wolfire. Wolves are cool, and so is fire, so why not Wolfire? », http://blog.wolfire.com/2009/04/the-origin-of-wolfire/